# Cima del Nascio
La Cima del Nascio è un monte delle Alpi liguri e tocca quota 1626 m s.l.m..

## Descrizione

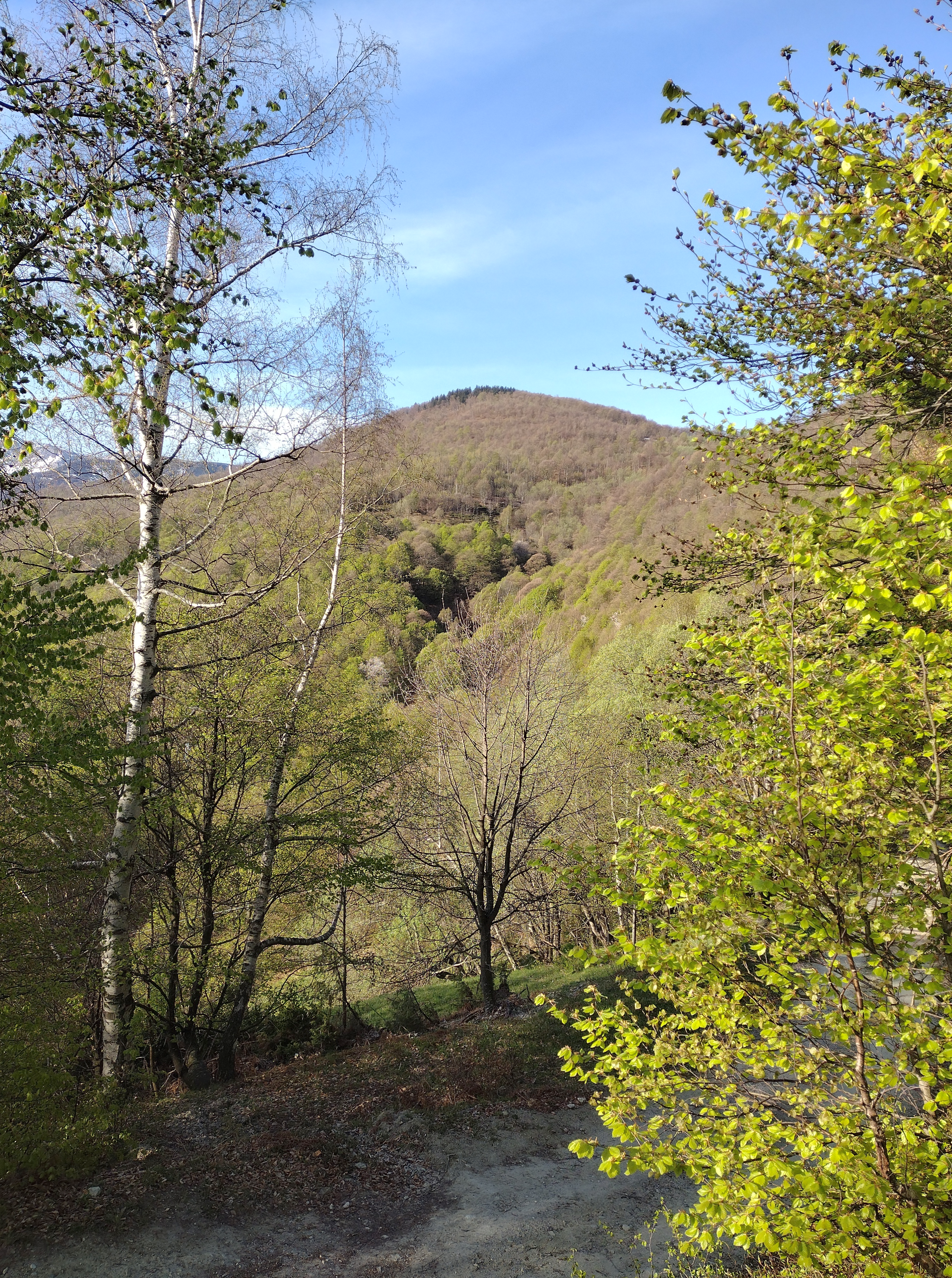
Vista dalla Val Casotto

La montagna è collocata sul contrafforte montuoso che divide la Val Corsaglia (a ovest) dalla Val Casotto. La Colla della Navonera la separa verso nord dal Monte Alpet, preceduto da alcune elevazioni minori, mentre verso sud la costiera perde quota con una sella a quota 1575 m risalendo poi alla Cima Suriot (1642 m), dopo la quale si trova la Colla del Giassetto (1559 m). La Cima del Nascio è ammantata da fitti boschi e, sulla sua parte sommitale, è coronata da un popolamento di abeti bianchi.
Il suo nome è legato a quello della sottostante "Borgata Nascio", in comune di Pamparato, sul lato Val Casotto dello spartiacque.

## Accesso alla cima

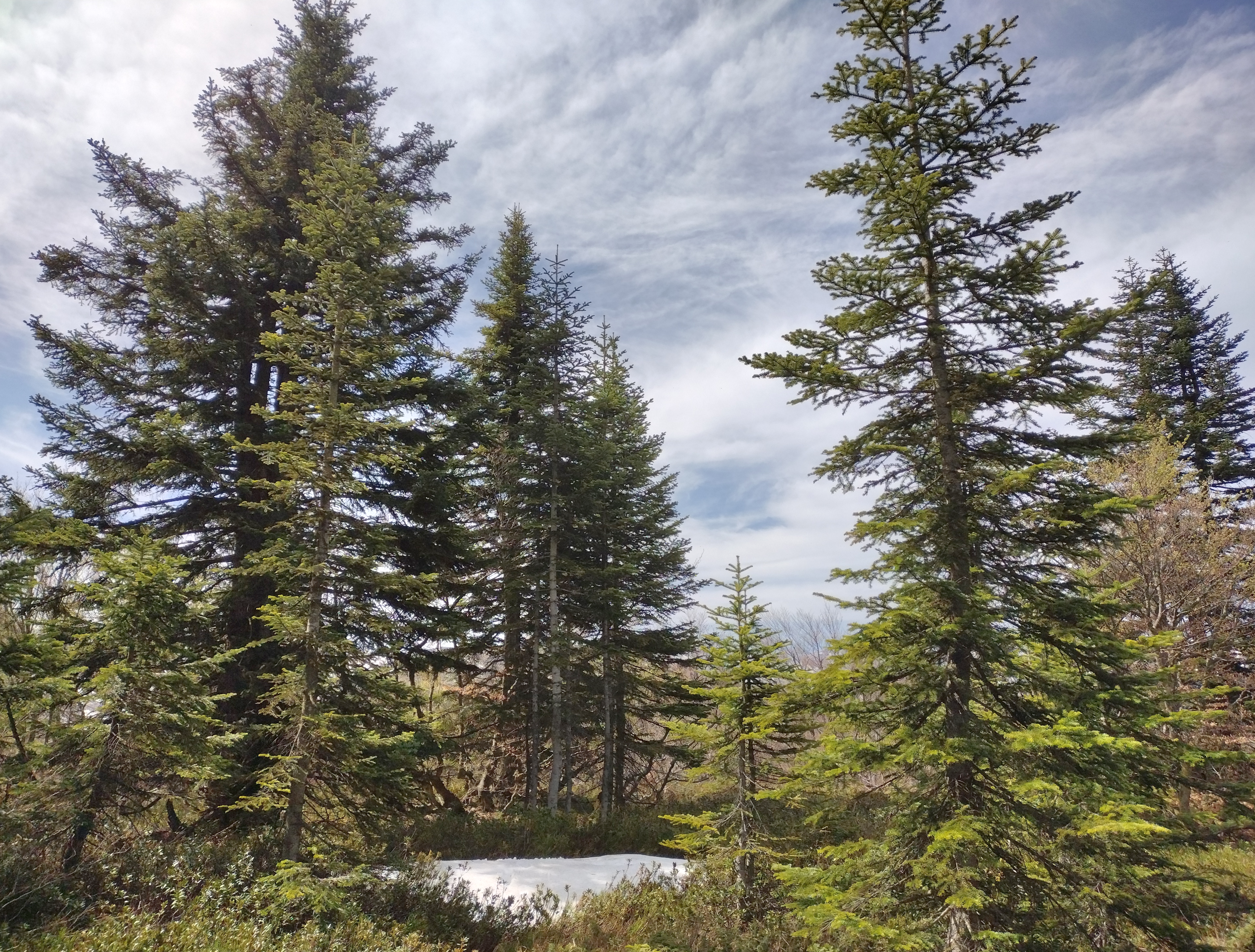
Abeti nei pressi della cima

La sommità del monte è raggiungibile con una deviazione non segnalata dalla mulattiera che, tenendosi nei pressi del crinale Casotto/Corsaglia, collega la Colla della Navonera con la Colla del Giassetto.

## Protezione della natura

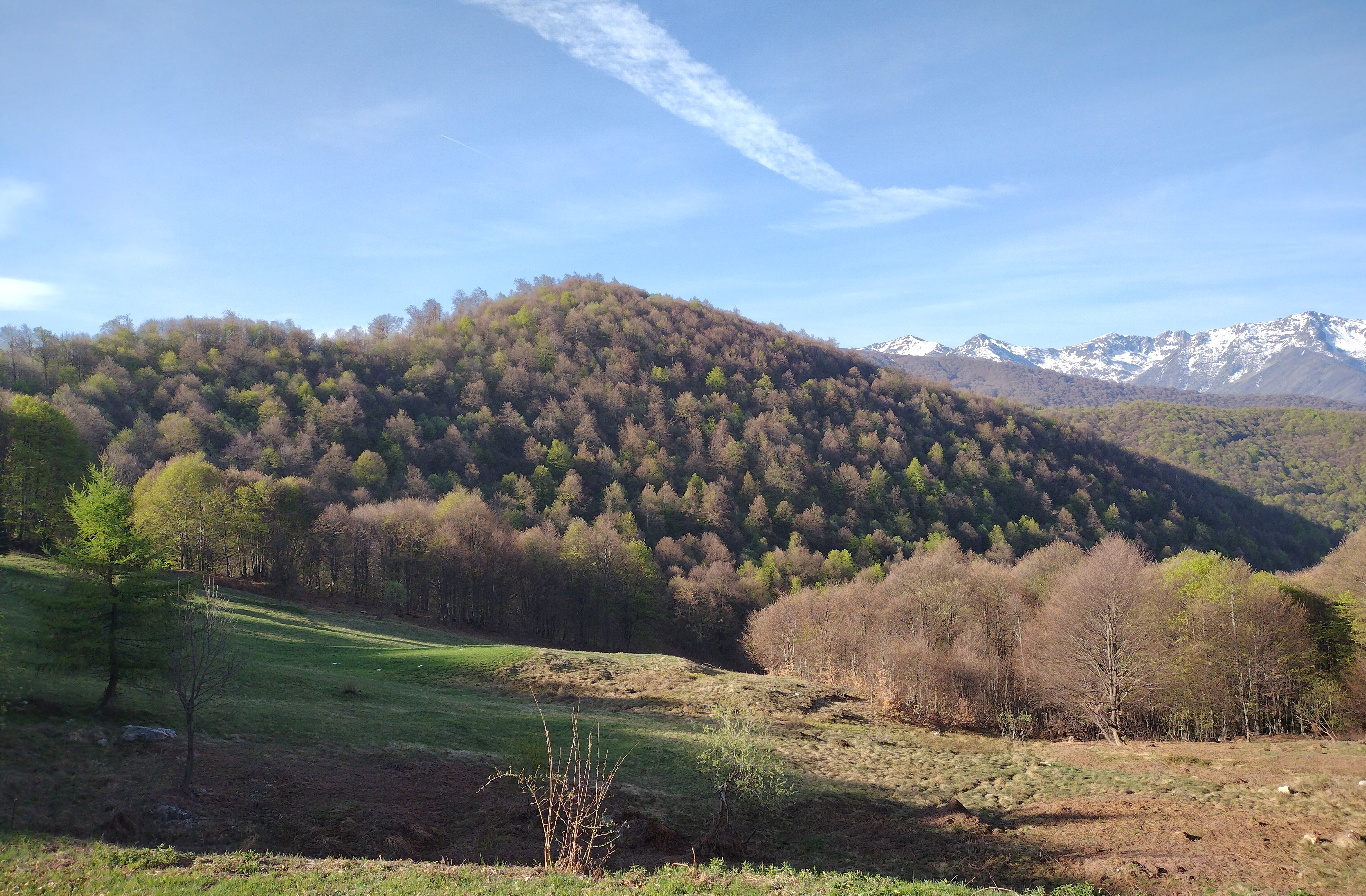
Vista dalla Colla della Navonera

La Cima del Nascio fa parte della ZSC  “Faggete di Pamaparato, Tana del Forno, grotta Turbiglie e grotte di Bossea” (cod. IT1160026), ed è in particolare caratterizzante per l'abetina che si trova nei pressi della sua sommità, isolata all'interno delle faggete prevalenti in zona.